# Bukovje Podvrško
Bukovje Podvrško – wieś w Chorwacji, w żupanii zagrzebskiej, w mieście Samobor. W 2011 roku liczyła 31 mieszkańców.